# Hălmagiu
Hălmagiu è un comune della Romania di 3 250 abitanti, ubicato nel distretto di Arad, nella regione storica della Transilvania.
Il comune è formato dall'unione di 11 villaggi: Bănești, Bodești, Brusturi, Cristești, Hălmagiu, Ionești, Leasa, Leștioara, Poienari, Tisa, Țărmure.
Il comune ospita numerosi interessanti edifici religiosi:
- Chiesa ortodossa dell'Assunzione di Maria (Adormirea Maicii Domnului), costruita nel 1440 e contenente affreschi anch'essi databili al XV secolo
- Chiesa dedicata alla Nascita di Maria (Naşterea Maicii Domnului), costruita nel XVII secolo in stile barocco, con affreschi di gusto bizantino
- Chiesa di Cristeşti, dedicata ai SS. Arcangeli Michele e Gabriele, costruita in legno prima del 1700, con ornamenti pittorici del 1865
- Chiesa Pogorârea Duhului Sfânt di Bodeşti, costruita in legno attorno al 1750, decorata con dipinti nel 1831 e restaurata nel 1957
- Chiesa di Ioneşti, dedicata a S. Giorgio, costruita in legno nel 1730 al posto di una preesistente del 1460, con dipinti del 1845
- Chiesa di Tisa, dedicata ai SS. Apostoli Pietro e Paolo, costruita in legno nel 1770, con dipinti del 1846
- Chiesa di Ţărmure, dedicata ai SS. Arcangeli Michele e Gabriele, interamente in legno, costruita nel 1780, con dipinti del 1870